# Buck-Tick
A Buck-Tick (japán kiejtése: バクチク (bakucsiku)) japán rockegyüttes, mely 1983-ban alakult. 1985 óta állandó tagjai Szakurai Acusi, Imai Hiszasi, Hosino Hidehiko, Higucsi Jutaka és Yagami Toll voltak. Az együttes pályafutása során 22 albumot adott ki, több ezek közül vezette az Oricon slágerlistáját. Az X Japannel és más kortárs együttesekkel közösen a visual kei műfaj meghatározó alakjaként tartják számon.
Az együttest középiskolai barátok alapították Hinan Go-Go néven, anélkül, hogy tudtak volna hangszeren játszani. 1987-ben jelent meg első lemezük független kiadónál, Hurry Up Mode címmel. Még abban az évben nagykiadóhoz kerültek, és kiadták Sexual XXXXX! című albumukat. Első nagy sikerük a Just One More Kiss című dal volt 1988-ban és elnyerték a Japan Record Awards legjobb új eladó díját. Taboo című albumukkal komorabb, komolyabb hangvételt vettek, a korábbi „pozitív punk” irányvonalat hátrahagyva. Az 1990-es Aku no hana album már gothic rock hatású. A 90-es évek elején az együttes lassan új irányvonalat vett, Szakurai lett a fő dalszövegíró, a visual keire jellemző, sötétebb, filozofikus koncepciójú lemezek láttak napvilágot. Kurutta taijó című 1991-es nagylemezük azonnal platinalemez lett.
1996-ban az együttes a cyberpunk felé fordult, Cosmos című lemezükre erőteljesen hatott az elektronikus zene. 1998-ban a Gesszekai című dalukat felhasználta a Nightwalker: The Midnight Detective című anime, amivel több külföldi rajongót szereztek. 2001 és 2003 között tematikusan összekapcsolódó lemezek láttak napvilágot, Kjokutó I Love You és Mona Lisa Overdrive címmel. 2005-ben jelent meg 13kai va gekkó című albumuk, mely teljesen a gothic rock és a visual goth műfajában készült. 2007-ben az együttes visszatért az alternatív rockhoz a Tensi no revolver című lemezzel. 2010-es  Razzle Dazzle című albumuk dance-elemeket tartalmaz. 18. nagylemezük Jume miru ucsú címmel jelent meg 2012-ben, ezt két évvel később az Arui va anarchy követte. 20. nagylemezük Atom miraiha No.9 címmel 2016-ban látott napvilágot, 2017-ben No.0, 2020-ban pedig az Abracadabra című stúdióalbumaik kerültek a boltokba.
2023. október 19-én Szakurai Acusi váratlanul elhunyt agytörzsi agyvérzés következtében.
Az együttes gyakran turnézott Japánban, koncerthelyszíneik között megtalálható volt a Tokyo Dome és a Yokohama Arena is.

## Története

### Kezdetek (1983–1985)
1983-ban Fudzsioka városában alakították barátok, Imai Hiszasi családjának ábécéjében, akkor még Hinan Go-Go (非難GO-GO, „Kritika Go-Go”) néven, majd 1984-ben lett a nevük Bakucsiku (爆竹, „petárda”), melyet latin betűkkel Buck-Tickként stilizáltak. Amikor összeálltak, Imai és Higucsi Jutaka még hangszeren sem tudtak játszani. Higucsi kérte meg középiskolai barátját, Hosino Hidehikót, hogy csatlakozzon, azt szerették volna, hogy ő legyen az énekes, de Hosinót jobban érdekelte a gitározás, így Imai barátja, Araki került a mikrofon mögé. Imai rebellis osztálytársa, Szakurai Acusi lett a dobos. Először csak más együttesek, főképp a The Stalin nevű japán punk rock együttes dalait játszották, fesztiválokon, öltönyben, magasra tupírozott hajjal. Érettségi után Imai Tokióba költözött Arakival és designiskolába járt. Egy évvel később Higucsi és Hosino is követte őket a fővárosba. Hétvégenként hazatértek gyakorolni és fellépni. Szakurait nem engedték a szülei Tokióba, így Higucsi testvérének, Yagami Tollnak az SP nevű együtteséhez szeretett volna csatlakozni, ám Toll visszautasította, az SP pedig feloszlott. 1985-ben a Buck-Tick megvált énekesétől, Arakitól, aki képtelen volt vokálban felvenni a versenyt Imai gyorsan fejlődő dalszerzői képességeivel. Szakurai meggyőzte a tagokat, hogy inkább énekelne, így a dobok mögé Yagami Toll ült. Ez lett az együttes végleges felállása.

### Független kiadónál (1985–1987)
Miután Szakurai édesapja elhunyt, ő is követte társait Tokióba, klubokban léptek fel, ahol az öltöny mellé égnek álló frizurát választottak, mely jellegzetességükké vált. 1986 júliusában Szavaki Kazuo, a független Taijó Records vezetőjének figyelmét is felkeltették, aki egy sindzsukui live house-ban látta őket játszani. Első kislemezük To-Search címmel október 21-én jelent meg. 1987-ben jelent meg első lemezük független kiadónál, Hurry Up Mode címmel. A megjelenést követően Ikebukuróban léptek fel egy 1200 férőhelyes teremben, Buck-Tick Phenomenon címmel. Az általános vélekedés az volt, hogy a terem túl nagy és a koncert bukás lesz, de az együttes meglepő marketingstratégiát választott, mely működött is: több ezer feltűnő matricát ragasztottak ki a kiadó munkatársai Tokió fiatalok által frekventált negyedeiben, melyen annyi szerepelt: „Buck-Tick Phenomenon április 1. Tojoto Közösségi Ház”. A munkatársaikat majdnem letartóztatták rongálás vádjával.

### Nagykiadós debütálás (1987–1988)
Amikor nagykiadók is elkezdtek érdeklődni irántuk, eleinte nem akartak átszerződni, mert a kiadók nem voltak hajlandók teljesíteni a feltételeiket, miszerint önállóan akarnak dönteni a megjelenésükről és az imidzsükről; nem kényszeríthetik őket a tagfelállás megváltoztatására; nem kényszeríthetik őket kísérőzenészek alkalmazására; valamint minden kiadványuknak saját maguk lesznek a producerei. Takagaki Ken a  Victor Invitation Recordstól azonban beleegyezett a feltételeikbe és a kiadó aojamai stúdióját is rendelkezésükre bocsátotta. 1987. június 16-án Buck-Tick Phenomenon II címmel adtak koncertet Sibujában, melyről Buck-Tick Phenomenon Live at the Live Inn címmel jelent meg VHS-kiadvány, mely 4. lett az Oricon videólistáján.
Szeptember 3-án Shaking Hands, Inc. néven hoztak létre menedzsmentcéget az együttes számára. Első nagykiadós lemezük Sexual XXXXX! címmel november 21-én jelent meg. Nagyobb koncerttermekben kezdtek fellépni, de hiányzott nekik a kis live house-ok atmoszférája, ezért 1988. január 24-én a Shinjuku Loftban Bluck-Tlick álnéven tartottak koncertet, ahol régebbi dalaikat adták elő. Március 21-én adták ki első középlemezüket, Romanesque címmel. Harmadik albumuk, a Seventh Heaven június 21-én került a boltokba.

### Taboo(1988–1989)

Szakurai Acusi a Just One More Kiss című dal videóklipjében. A dal az első nagy sikerük lett, melyért a Japan Record Awards új előadó díját is elnyerték. Külsőségekben az együttes ekkor még magasra tupírozott frizurát viselt, és a punk rock zenei vonalat követte.

Taboo című 1989-es albumuk felvételeihez Londonba utaztak 1988 szeptemberében. A lemez producere Owen Paul volt. Egy fellépésük is volt a Greyhound klubban, ahol a Der Zibet tagjai is megnézték a koncertet. London nagy hatással volt a Buck-Tick tagjaira, különösen Szakuraira, aki úgy érezte, a helyi zenei élet befogadóbb a sötétebb, komolyabb zene iránt. Ezzel az albummal az együttes egy komorabb, komolyabb hangvételű irányba fordult, amivel a japán zenei színtér tagjainak éles kritikáját is kivívta, mivel akkoriban nem tartották nagyra a Buck-Ticket, alig tartották többre őket a popidoloknál.
Első nagykiadós bemutatkozó kislemezük, a Just One More Kiss 1988 októberében látott napvilágot és az együttes első nagy sikerévé vált. Először szerepelhettek a népszerű Music Station zenei műsorban, ahol élőben előadták a dalt. A Victor egy reklámsorozatban is felhasználta a dalt, melyben a vállalat CDian Stereo CD-lejátszóját népszerűsítették „A szuper basszus akár a petárda”-szlogennel, ami szójáték az együttes nevével (a Buck-Tick japán kiejtése bakucsiku, ami petárdát jelent). Az év végén elnyerték a Japan Record Awards új eladó díját.

### Hiátus ésAku no hana(1989–1990)
1989. március 22-én az együttes turnézni indult a Taboo albummal. Ekkora már nem tupírozták magasra a hajukat, Szakurai pedig nem festette már szőkére a sajátját. A turnét félbe kellett szakítani, mert Imait letartóztatták LSD birtoklásáért. Az újságokban is megjelent a hír, azóta azonban az együttes mélyen hallgat az esetről.
1990-ben megjelent az Aku no hana („A gonosz virágai”) című lemezük, melyet Baudelaire A Romlás virágai című kötete inspirált. Ezzel a lemezzel az együttes tovább kísérletezett a sötét, gótikus irányvonallal, melyet a Taboo-ban kezdtek el felfedezni, és mely később védjegyükké vált. Első helyen végzett az Oricon albumlistáján, még megjelenése hónapjában aranylemez lett, és a mai napig a legtöbbet eladott lemeze az együttesnek. Az album megjelenése előtt, decemberben 50 000-es koncertet adtak a Tokyo Dome-ban. Innentől kezdve szinte minden év végén tartanak koncertet, általában a Nippon Budókanban, megünneplendő a hiátus utáni visszatérésüket. 2001 óta a koncert neve The Day in Question.

### Kurutta taijó; érettebb zenei világ (1990–1995)
1990-ben az együttes 51 koncertes turnéra indult, majd megjelent Symphonic Buck-Tick in Berlin című lemezük, melyen régebbi dalaik szimfonikus zenekarral kísért változatai szerepeltek. Ezt követően stúdióba vonultak, ahol a szokásosnál több időt töltöttek Kurutta taijó című nagylemezük felvételeivel, ami minőségbeli javulást is eredményezett a hangzás tekintetében.
Ebben az időszakban az együttes lassan új irányvonalat vett, Szakurai lett a fő dalszövegíró. Feleségül vette az együttes stylistját, de nem sokkal később elváltak, majd az édesanyja is meghalt, akivel nem lehetett ott utolsó óráiban az együttes zsúfolt beosztása miatt. Szakurai úgy nyilatkozott, ezek az események nagy befolyással voltak a dalszövegeire, és ekkor kezdett el igazi érzelmekről írni, ahelyett, hogy menőnek tartott dolgokról írt volna. Nem sokkal később a vezetékneve kandzsijának írásmódját is megváltoztatta, a szakura jelentésű 桜 írásjegy régebbi változatát (櫻) kezdte el használni és a dalszövegeiben ekkor jelentek meg a melankólikus hangvétel és a pszichológiai mélységű gondolatok.
A Kurutta taijó 1991. február 21-én került a boltok polcaira és azonnal platinalemez lett. Négy nappal a megjelenést követően Satellite Circuit címmel különleges koncertet adtak nézők nélkül, melyet a televízióban is közvetítettek. Ezt egy 49 koncertből álló turné követte márciustól június végégig.
1991 és 1995 között a visual keire jellemző, sötétebb, filozofikus koncepciójú lemezek láttak napvilágot. 1992-ben megjelent első válogatáslemezük Korosi no sirabe: This Is Not Greatest Hits címmel, mely azonnal aranylemez lett. Nem hagyományos válogatáslemez volt, a dalokat újravették, egyes esetekben radikálisan újraírták. Ezt egy turné követte, mely a Climax Together kétnapos koncertben csúcsosodott ki szeptember 10-én és 11-én a Yokohama Arenában. Az eseményt kifejezetten úgy tervezték meg, hogy filmre veszik, drámai fényeffektusokkal, a színpadot pedig az aréna hosszabbik fala mentén állították fel.
1993. május 21-én az együttes megjelentette a Dress című kislemezét, melyet 2005-ben újra kiadtak, mint a Trinity Blood című anime nyitódalát. 1993. június 23-án megjelent hetedik nagylemezük, a Darker Than Darkness: Style 93, mely egyfajta koncepcióalbum a halál témakörében. Az együttes különféle hangszerekkel kísérletezett a lemezen, Hosino billentyűkön játszott Szakurai pedig a koncerteken szaxofonon; mindketten a következő albumon, a Six/Nine-on is használták ezeket a hangszereket. A Six/Nine az előző nagylemezhez képest még inkább pszichológiai témákkal foglalkozott és egy koncepció köré épült. Az album megjelenése előtt az együttes videókoncert-sorozathoz forgatott le egy sor videoklipet Hajasi Vataru rendezésében. Az Itosi no Rock Star című dalban közreműködött Issay is a Der Zibetből, aki a turnén is csatlakozott az együtteshez.

### Kiadóváltás, cyberpunk (1996–2003)
1996-ban az együttes új menedzsmentvállalatot alapított Banker Ltd. néven, melynek igazgatója Yagami Toll lett, valamint új rajongói klubot is létrehozott, Fish Tank néven. Az együttes ebben az időszakban a cyberpunk felé fordult, Cosmos című lemezükre erőteljesen hatott az elektronikus zene. Az albumhoz kapcsolódó turnét azonban félidőnél le kellett mondaniuk, mert a Nepálban az együttes számára fényképsorozatot készítő Szakurai súlyos hashártyagyulladást kapott. Az énekes azonnal vissza akart térni Japánba mindenképpen, attól tartva, hogy külföldön meghalhat. Japánban végül felgyógyult. 1997-ben kiadót váltottak, a Mercury Music Entertainmentnél az első lemezük a december 10-én megjelent Sexy Stream Liner lett. Imai ekkor kezdett el teremint is használni a szerzeményeiben. 1998-ban a Gesszekai című dalukat felhasználta a Nightwalker: The Midnight Detective című anime, amivel több külföldi rajongót szereztek.
1998-ban és 1999-ben más előadókkal működtek közre, valamint a Tribute Spirits című albumra feldolgozták az X Japan elhunyt gitárosának, hidének a Doubt című dalát. 2000-ben újabb kiadóváltás következett, a BMG Funhouse-hoz szerződtek át, első lemezük a kiadónál a One Life, One Death címet viselte. Népszerűségük külföldön nőni kezdett, különösen Dél-Koreában, ahol az együttes először csak látogatóban járt egy interjú erejéig, majd 2001-ben felléptek a SoYo rockfesztiválon Szöulban, szakadó esőben.
Ebben az időszakban Szakurai és Imai tagjai lettek a Schwein nevű supergroupnak, Raymond Watts és Sascha Konietzko társaságában.
2001 és 2003 között tematikusan összekapcsolódó lemezek láttak napvilágot, Kjokutó I Love You és Mona Lisa Overdrive címmel. A Kjokutó I Love You utolsó, instrumentális száma a Mona Lisa Overdrive első dalának zenei alapját adja, az album utolsó dalának zenei alapja pedig a Kjokutó I Love You első dalában bukkan fel ismét. A Mona Lisa Overdrive címről hibásan úgy vélték, hogy William Gibson azonos című cyberpunk regényéből származik, azonban valójában Imai összetévesztette a címet Robert Longo Samurai Overdrive című művével, ami igazából inspirálta az albumcímet.
2003 szeptemberében a Buck-Tick Marilyn Manson előzenekaraként lépett fel két alkalommal, Tokióban és Oszakában.

### Szólóprojektek, gót hatás (2004–2005)
2004-ben az együttes tagjai szólóprojektekbe kezdtek. Ebben az időszakban egyedül Hosino nem alkotott szólóban, ő két évvel később a Dropz nevű együtteshez csatlakozott. A Buck-Tick fellépései azonban így sem maradtak el, nagyszabású koncertet adtak például a Yokohama Arénában, melynek felvételei Akuma to Freud − Devil and Freud − Climax Together címmel jelent meg DVD-n.
2005. április 6-án megjelent a 13kai va gekkó című albumuk, mely a gothic rock és a visual goth műfajában készült és Szakurai szólóprojektje ihlette a koncepcióját. Bár évekkel korábban is kísérleteztek már a gót hatással, ez a lemez mégis jelentősen különbözött a korábbi kiadványaiktól. Az albumhoz kapcsolódó turné fellépései drámaiak voltak, egy bohóc és egy balerina is szerepet kapott a színpadon. A BARKS újságírója szerint a műsor egyfajta „gót színházi produkció” volt, ahol az álom és a valóság közötti illúzió érvényesült.
December 21-én Parade: Respective Tracks of Buck-Tick címmel válogatáslemezt adtak ki, melyen 13 előadó (köztük például Kijoharu, J, az Abingdon Boys School) adták elő a Buck-Tick-dalokat. Az album rávilágít az együttes fiatalabb generációs zenészekre gyakorolt hatására. 2007-ben ezek közül az előadók közül jó néhányan egy, a Buck-Ticknek dedikált fesztiválon is részt vettek, ahol előadták a feldolgozásokat.

### 20. évforduló, visszatérés a rockhoz (2006–2011)
2006-ban az együttes a nagykiadós debütálásuk 20. évfordulójára készülve kiadta a Kageró című dalt, melyet az XxxHolic anime záródalként használt fel. 2007. június 6-án jelent meg Rendezvous című kislemezük, és még aznap elindult a Parade Tour elnevezésű turné, melynek minden koncertjén a korábbi válogatásalbumon szereplő előadók közül lépett fel egy-egy. A turné végén Buck-Tick Fest 2007 on Parade címmel tartottak fesztivált a jokohamai kikötőben. Az egész napos programon a válogatásalbum előadói léptek fel.

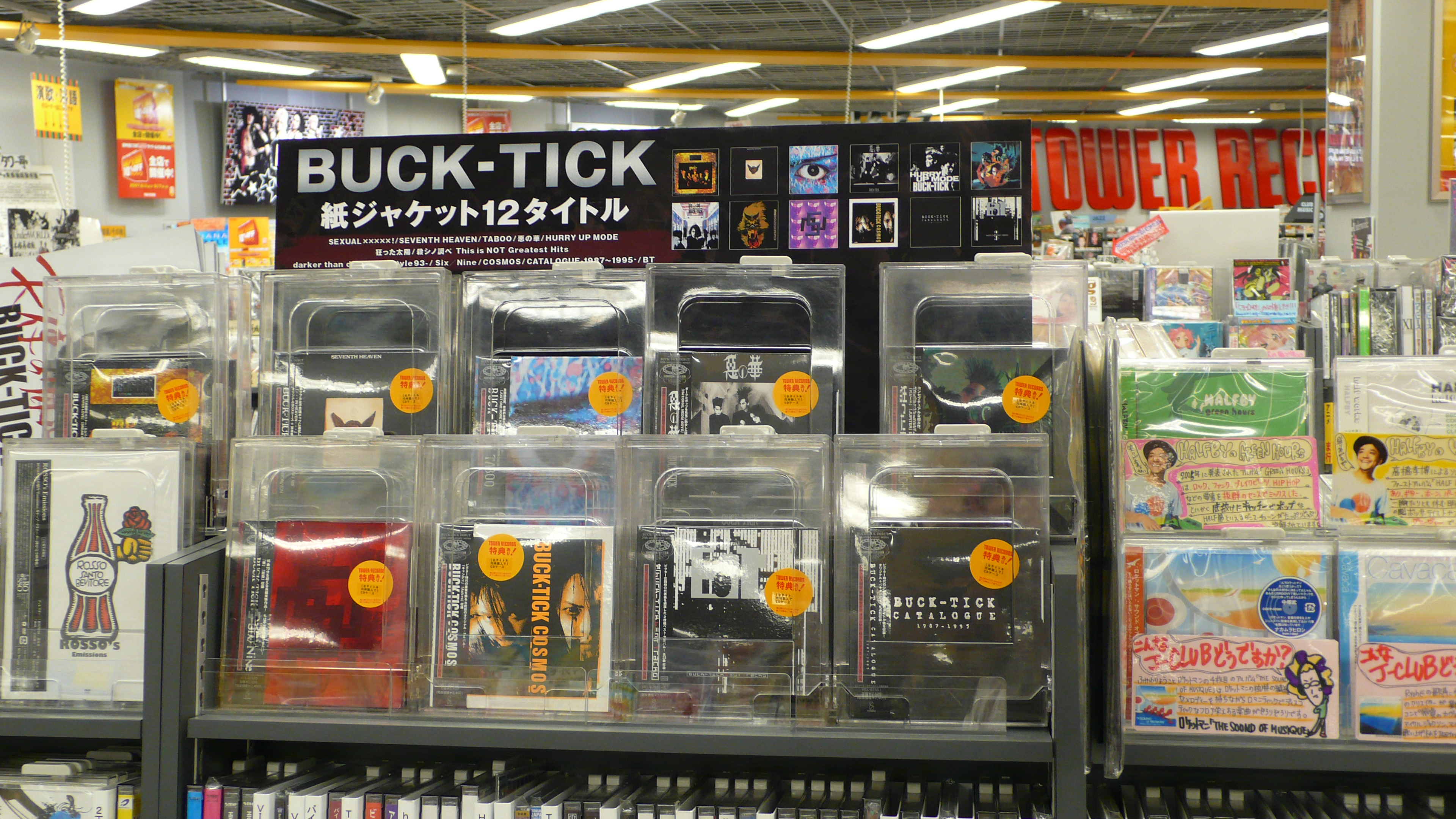
Buck-Tick-lemezek a Tower Records egyik tokiói üzletében 2007-ben

2007-ben az együttes visszatért az alternatív rockhoz a Tensi no revolver című albummal, mely szeptember 19-én látott napvilágot. Bár a gothic rock elemei megmaradtak, a szintetizátort elhagyták ezen a lemezen, és a hagyományos rockegyüttes-hangzást választották. Decemberig hosszú országos turnén vettek részt. Ugyancsak decemberben jelentette be a SoftBank vállalat, hogy az együttes tagjai által tervezett mobiltelefonokat dob piacra.
2008 végén a BMG Japant felvásárolta a Sony Music Entertainment Japan, de még 2009 végéig a BMG nevet használták, utána az együttes hivatalosan is a Sony előadója lett, az Ariola Japan leányvállalathoz kerültek. 2009. február 18-án megjelent az együttes Memento Mori című nagylemeze, mely Szakurai szerint továbbra is a hagyományos rock műfaját képviselte. Ezt egy három hónapos, 25 állomásos turné követte, melynek utolsó két koncertjét a tokiói NHK Hallban tartották.
2010 márciusában Dokudandzsó Beauty címmel jelent meg kislemezük, melyet szeptemberben a Kucsizuke követett. Ez utóbbit a Shiki című anime nyitódalaként is felhasználták. Október 13-án megjelent 17. nagylemezük, a Razzle Dazzle. Bár jobbára hagyományos rockhangzású, dance-rock és dance-elemeket is tartalmaz. A borítót Aquirax Uno tervezte.
2011 januárjában az együttes Jupiter című dalát feldolgozta a Duel Jewel, a Crush! – 90's V-Rock Best Hit Cover Songs című válogatáslemezre. A Crush! 2 -90's V-Rock Best Hit Cover Songs- című folytatáslemezen pedig a 9Goats Black Out feldolgozásában hallható a Speed című Buck-Tick-dal.

### 25. évforduló, Lingua Sounda (2012–2021)
A 25. évfordulójuk alkalmából az együttes bejelentette saját lemezkiadója, a Lingua Sounda megalapítását, valamint egy új kislemez és nagylemez érkezését. 2012 márciusában megjelentek a Catalogue Victor→Mercury 87–99 és a Catalogue Ariola 00–10 című válogatáslemezek. Május 23-án adták ki az Elise no tame ni című kislemezüket, valamint a 2011-es The Day in Question-koncert DVD-jét. Az együttes a Tensu monogatari című színdarabhoz is felvett egy dalt. Következő kislemezük, a Miss Take: Boku va Miss Take július 4-én került a boltokba. Azok a rajongók, akik mindkét kislemezt megrendelték, esélyt kaptak arra, hogy részt vehessenek a Climax Together című dal videóklipjének forgatásán.
Július 7-én Parade II: Respective Tracks of Buck-Tick címmel újabb feldolgozásalbum látott napvilágot, olyan előadókkal, mint az acid android, a Polysics vagy az Acid Black Cherry. 18. nagylemezük Jume miru ucsú címmel szeptember 19-én jelent meg, a Buck-Tick Fest 2012 On Parade kétnapos koncertsorozat előtt. A koncerteken mintegy 14 000 rajongó vett részt és a feldolgozásalbum előadói közül is fellépett például a D’erlanger, a Mucc, a Merry és a Pay money To my Pain. Az évfordulóra készült, Buck-Tick ~Buck-Tick Phenomenon című dokumentumfilmet két részben mutatták be a japán mozik, június 15-én és június 22-én, egy-egy héten keresztül. Az együttes két új dalt írt a filmhez: a Love Parade-et Hosino szerezte, a Steppers -Parade-et pedig Imai.
Keidzsidzsó rjúszei (形而上 流星) címmel 2014. május 14-én új kislemezt adtak ki, melyet június 4-én az Arui va anarchy című album követett. 2015. június 28-án a Luna Sea együttes szokásos Lunatic Fest fesztiválján léptek fel, ahol J-jel közösen adták elő az Iconoclasm című dalt. December 29-én, a The Day in Question koncertjükön jelentették be, hogy kiadójuk, a Lingua Sounda a Victor Entertainment leányvállalata lett. 2016. szeptember 11-én az együttes harmadik Climax Together koncertjét adta a Yokohama Arénában, 24 évvel az első és 12 évvel a második ilyen koncertjük után. Szeptember 21-én New World címmel jelent meg új kislemezük, majd szeptember 28-án kiadták 20. nagylemezüket, Atom miraiha No.9 címmel, amely kilencedik lett az Oricon albumlistáján.
2017-ben a Buck-Tick elnyerte az MTV Video Music Awards Japan „Japán inspirációs díját”. Babel című kislemezük november 15-én jelent meg. 2018. február 28-án kiadták Moon szajonara o osiete című kislemezüket, melyet március 14-én a No.0 című album követett. Április 28-án felléptek az X Japan gitárosának, hidének emlékére rendezett 20th Memorial Super Live Spirits koncerten. 2018-ban a Buck-Tick turnéját félbe kellett szakítani, mert a december 9-i koncerten Szakurai rosszul lett, bár a koncertet végigcsinálta, utána a kórházban emésztőszervi vérzést állapítottak meg nála.
2020. január 29-én újabb kislemez látott napvilágot, Datensi címmel. A kapcsolódó, rajongóiklub-tagok számára fenntartott turnét azonban a Covid19-pandémia miatt el kellett halasztani. Augusztus 26-án Moonlight Escape címmel adtak ki kislemezt. Abracadabra című nagylemezük szeptember 21-én jelent meg.
2021 szeptemberében újabb kislemezt adtak ki, Go-Go BT Train címmel és országos turnét jelentettek be a járvány ellenére.

### 35. évforduló, Szakurai halála
Az együttes 2022 júniusában bejelentette, hogy debütálásuk 35. évfordulója alkalmából egész évben különféle programokat szerveznek a rajongók számára, valamint egy öt lemezből álló, különleges koncepció szerint összeállított válogatásalbum is megjelenik CATALOGUE THE BEST 35th anniv. címmel. Ősszel az együttes több nagyszabású jubileumi koncertet adott a Yokohama Arenában.
2023. október 19-én Szakurai Acusi váratlanul elhunyt agytörzsi agyvérzés következtében. A hírt csak október 24-én közölte az együttes menedzsmentje, miután az énekest szűk családi körben eltemették.
Szakurai halálát követően az együttes első kislemeze Raidzsin fúdzsin – Resonance címmel 2024. november 20-án jelent meg. A dalban Imai és Hosino énekelnek, utóbbi először énekelt nem háttérvokál részeket. Az együttes huszonnegyedik stúdiólemeze Subrosa címmel december 4-én jelent meg, melyet egy Nippon Budokan-koncert követett december 29-én. A Buck-Tick 2025. április 12. és május 25. között turnézik majd a lemezzel.

## Zenei stílusa és hatása
A BUCK-TICK zenéje mindenféle zenei árnyalatot felvonultat, a Depeche Mode-tól és a New Ordertől kezdve a U2-n át a The Knackig. Egyszerre ironikus, miközben szinte lebeg és kuszán dallamos. [...] Szemsminkjének maszkja mögött Acusi megszállottnak tűnik, és úgy is énekel. A BUCK-TICK anomália volt (és az is marad) a japán zenei színtéren; a gothic rock szintivel és elektronikával felhígított kuszasága ők. Komor, mocskos zene ez, a felrobbant korom és füst zenei megfelelője.
A Buck-Tick zenei stílusa sokat változott az évtizedek folyamán. Korai dalaik stílusát a japánok a „pozitív punk” jelzővel illetik. Egyszerűek voltak az akkordok, a ritmus, főleg dúr hangnemben íródtak, angol szavak felhasználásával a dalszövegben. Az 1989-es Taboo albummal kezdődően sötétebb hangzással kezdtek kísérletezni, mely az 1991-es Kurutta taijó lemezzel érettebbé vált. Az Aku no hana album sötét, gót hangulatú. A Darker Than Darkness: Style 93 keményebb indusztriális rock-hangzással bírt, mely egészen a 2003-as Mona Lisa Overdrive című albumig tartott. A 2005-ben kiadott 13kai va gekkó album már szándékosan gót koncepciójú, melyet retró rockhangzással kombináltak a Tensi no revolver (2007) és a Memento Mori (2009) című lemezeken. A 2010-es Razzle Dazzle album dance-rock-elemeket is tartalmazott.
A Jrockrevolution szerint az együttes stílusa a pop pezsgésétől az elektronikus cyberpunk zümmögésén és a bársonyos, buja góton át a letisztult hard rockig is kiterjed. Az együttes fő dalszövegírója Szakurai Acusi, aki híres erotikus, dekadens szövegeiről, ugyanakkor egzisztenciális, pszichológiai témákat is feldolgoz. Dalszövegeit úgy is jellemezték, mint „tánc a valóságról való ábrándozásban”. 1995-ben a Rakuen (Inori koinegai) című dal nagy felháborodást váltott ki, mert a dalszöveg egy része a Koránt idézte, az albumot visszahívták és később újra kiadták módosított dalszöveggel. Imai Hiszasi az együttes fő dalszerzője, de Hosino Hidehiko is ír időnként dalokat.
Az együttesre leginkább a brit post-punk volt hatással, bár japán előadókat is szívesen hallgattak. Mindannyiukra hatással volt a Love and Rockets, Robert Smith és a Bauhaus. Imaira a legnagyobb hatást a Love & Rockets, a Yellow Magic Orchestra, a Kraftwerk, az Ultravox gyakorolta, valamint a The Stalin együttes. Szakuraira leginkább David Bowie hatott, valamint olyan post-punk/gót előadók, mint a The Sisters of Mercy, a Siouxsie and the Banshees, a Clan of Xymox, a Der Zibet és Cucsija Maszami. Hosino és Yagami kedvence a The Beatles. Yagami ezen kívül Led Zeppelin-rajongó, valamint a Kisst és a The Clasht is szereti.

### Hatása
Az együttes a visual kei mozgalom egyik kulcsfigurája, számos előadóra voltak maguk is hatással. Kijoharu (Kuroyume, Sads) többször is készített interjút Szakuraijal, akit „csodálatos embernek” írt le. Nisikava Takanori nyíltan a Buck-Tick rajongója, a Pop Jam tévéműsorban interjút is készített az együttessel. Kjó, a Dir en grey énekese azután döntötte el, hogy énekes lesz, hogy egyik iskolatársa padján meglátta Szakurai fotóját. Die azután kezdett a rockzene iránt érdeklődni, hogy középiskolásként hallotta az Aku no hana című dalt. Aszagi, a D együttes frontembere úgy véli, együttesükre az egyik legnagyobb hatással a Buck-Tick volt. A Nagoja kei stílushoz tartozó Deadman együttest is inspirálta a Buck-Tick. 2001-ben Tacuró a Mucc-ból, Jú a Merryből, Aie a Deadmanből, Lay a Fatimából és Cujosi a Karimeróból Bluck-Tlick néven coveregyüttest hoztak létre.

## Tagjai
Jelenlegi tagok
- Szakurai Acusi (櫻井 敦司; Hepburn: Sakurai Atsushi?) – vokál (1985–), dobok (1983–1985)
- Imai Hiszasi (今井 寿; Hepburn: Imai Hisashi?) – szólógitár, háttérvokál, teremin (1983–)
- Hosino Hidehiko (星野 英彦; Hepburn: Hoshino Hidehiko?) – ritmusgitár, háttérvokál, billentyűk (1983–)
- Higucsi Jutaka (桶口 豊; Hepburn: Higuchi Yutaka?) – basszusgitár (1983–)
- Yagami Toll (ヤガミ トール; Hepburn: Yagami Tōru?, ’Jagami Tóru’) – dobok, ütőhangszerek (1985–)

Korábbi tagok
- Araki (アラキ?) – vokál (1983–1985)

## Diszkográfia
- Hurry Up Mode (1987)
- Sexual XXXXX! (1987)
- Seventh Heaven (1988)
- Taboo (1989)
- Aku no hana (1990)
- Kurutta taijó (1991)
- Darker Than Darkness -Style 93- (1993)
- Six/Nine (1995)
- Cosmos (1996)
- Sexy Stream Liner (1997)
- One Life, One Death (2000)
- Kjokutó I Love You (2002)
- Mona Lisa Overdrive (2003)
- 13kai va gekkó (2005)
- Tensi no revolver (2007)
- Memento Mori (2009)
- Razzle Dazzle (2010)
- Jume miru ucsú (2012)
- Arui va anarchy (2014)
- Atom miraiha No.9 (2016)
- No.0 (2018)
- Abracadabra (2020)
- Izora (2023)
- Subrosa (2024)

## Díjak és elismerések
| Év   | Díj                          | Kategória             | Jelölés            | Eredmény |
| ---- | ---------------------------- | --------------------- | ------------------ | -------- |
| 1988 | Japan Record Awards          | Új előadó             | Just One More Kiss | Elnyerte |
| 2017 | MTV Video Music Awards Japan | Japán inspirációs díj |                    | Elnyerte |

## Fordítás
- Ez a szócikk részben vagy egészben  a   Buck-Tick című angol Wikipédia-szócikk fordításán alapul.  Az eredeti cikk szerkesztőit annak laptörténete sorolja fel. Ez a jelzés csupán a megfogalmazás eredetét és a szerzői jogokat jelzi, nem szolgál a cikkben szereplő információk forrásmegjelöléseként.